# لیگ برتر فوتسال زنان ایران ۱۳۸۶
لیگ برتر فوتسال زنان ایران ۱۳۸۶ سومین دوره از بالاترین سطح لیگ فوتسال زنان در ایران است که در سال ۱۳۸۶ برگزار شد. این دوره از مسابقات با حضور ۸ تیم رویین تهران، تجارتخانه جنوب هرمزگان، استقلال جنوب دزفول، حجاب قزوین، نساجی مازندران، دانشگاه آزاد تهران، پارس بتون گرمسار و ملوان جوان رشت به صورت گروهی برگزار شد.
در پایان تیم‌های استقلال جنوب دزفول و تجارتخانه جنوب هرمزگان به ترتیب به عنوان قهرمانی و نایب‌قهرمانی این مسابقات رسیدند.

## رده‌بندی پایانی
| رتبه | تیم                    | امتیاز |
| ---- | ---------------------- | ------ |
| ۱    | استقلال جنوب دزفول     |        |
| ۲    | تجارتخانه جنوب هرمزگان |        |
| ۳    |                        |        |